# (308306) Dainere
(308306) Dainere es un asteroide perteneciente a los asteroides que cruzan la órbita de Marte descubierto el 19 de mayo de 2005 por el equipo del Siding Spring Survey desde el Observatorio de Siding Spring, Nueva Gales del Sur, Australia.

## Designación y nombre
Designado provisionalmente como 2005 KL8. Se llama así por Dainere Monique Anthoney (1998-2013), una adolescente, autora y bloguera australiana que inspiró y creó conciencia y recaudó fondos para la investigación de tumores cerebrales.

## Características orbitales
Dainere está situado a una distancia media del Sol de 3,140 ua, pudiendo alejarse hasta 4,881 ua y acercarse hasta 1,399 ua. Su excentricidad es 0,554 y la inclinación orbital 23,083 grados. Emplea 2032,39 días en completar una órbita alrededor del Sol.
Los próximos acercamientos a la órbita de Júpiter ocurrirán el 23 de abril de 2074, el 11 de septiembre de 2085 y el 26 de enero de 2181.

## Características físicas
La magnitud absoluta de Dainere es 16,21. 